# Heinz Krause (Puppenspieler)
Heinz Krause (* 1924; † 30. April 2008) war ein deutscher Puppenspieler, Hörspielsprecher, Hörspielautor, pensionierter Polizist und Wegbereiter der sogenannten Polizei- oder Verkehrspuppenbühnen in Deutschland.

## Leben
Nach seiner Jugendzeit als Soldat im Zweiten Weltkrieg, Verwundung und Kriegsgefangenschaft ging Krause zur Polizei seiner Heimatstadt Hamburg, weil es ihm nach den gemachten Erfahrungen ein persönliches Anliegen war, seinen Teil für eine gerechtere und sicherere Welt beizutragen.
Krause war als Polizist der erste, der mit der Gründung einer Polizeipuppenbühne zur Prävention für Kinder im Straßenverkehr und beim Umgang mit fremden Erwachsenen betraut wurde. Gemeinsam mit einigen Kollegen wurde Krause Anfang der 1950er Jahre bei Max Jacob von den Hohnsteiner Puppenspielen zum Puppenspieler ausgebildet, merkte aber bald, dass er für seine puppenspielerische Arbeit nur Teile der Hohnsteiner Schule übernehmen konnte. So schuf er eine Bühne mit aufwendigen, realistischen Kulissen (im Gegensatz zu den Hohnsteinern, die den Einsatz von einfarbigen Vorhängen anstelle von detaillierten Bühnenbildern lehrten), um so den Kindern im Spiel eine möglichst intensive Lebensnähe zu vermitteln.
Die Hamburger Polizeipuppenbühne hatte mit ihren Aufführungen in Kindergärten und Grundschulen einen solchen Erfolg, dass bald schon weitere Spielgruppen gegründet werden mussten, um die enorme Nachfrage befriedigen zu können.
Anfang der 1970er-Jahre entstanden mehrere erfolgreiche Hörspiele mit Heinz Krause als Sprecher des Kaspers, die beim Plattenlabel BASF herausgebracht wurden. Hierzu schrieb Krause auch die Textbücher. Die Hörspiele entstanden allesamt unter Live-Bedingungen, d. h. als Mitschnitte von Aufführungen vor Publikum. (Beim Label Europa entstanden weitere Platten, allerdings mit einer anderen als Krauses Spielgruppe.)
Die Hamburger Polizeipuppenbühne fand bundesweit zahlreiche Nachahmer, unter anderem bei den Kommissariaten Vorbeugung der Polizeipräsidien von Mainz, Bonn und Koblenz.
Auch die Hamburger Bühne selbst ist nach wie vor aktiv. Krause spielte auch nach seiner Pensionierung vom Polizeidienst in seiner Freizeit weiterhin Puppentheater, trat mit seinem Stück Fiete Flunsch, einer hanseatischen Groteske mit drei Handpuppen, vor älterem Publikum auf.
Krause starb am 30. April 2008 – trotz seines hohen Alters plötzlich und für seine Familie unerwartet – in seiner Hamburger Wohnung.

## Werke
Langspielplatten mit Heinz Krause
In der Reihe Der Verkehrskasper beschützt die Kinder sind erschienen:
- Folge 2: Kasper jagt die Ampelsünder
- Folge 3: Kasper schützt den Zebrastreifen
- Folge 4: Kasper stoppt die Straßenbälle
- (Folge 1 ohne Krauses Mitwirkung)

Für alle Hörspiele: Idee und Buch: Heinz Krause; Puppenspieler/Sprecher: Heinz Krause, Herbert Behnke, Hans-Werner Sperling; Produktion: Hafo-Produktion (Peter Folken und Konrad Halver)

## Quelle
- Hörspielsammlung im Puppentheaterarchiv von Gerd J. Pohl

| Personendaten    | Personendaten                                               |
| ---------------- | ----------------------------------------------------------- |
| NAME             | Krause, Heinz                                               |
| KURZBESCHREIBUNG | deutscher Puppenspieler, Hörspielsprecher und Hörspielautor |
| GEBURTSDATUM     | 1924                                                        |
| GEBURTSORT       | Hamburg                                                     |
| STERBEDATUM      | 30. April 2008                                              |
| STERBEORT        | Hamburg                                                     |